# ATP Tour 2025
Die ATP Tour 2025 ist die höchste Wettbewerbsserie im männlichen Profitennis im Jahr 2025 und wird von der Association of Tennis Professionals (ATP) organisiert. Sie besteht aus den vier Grand-Slam-Turnieren (von der International Tennis Federation (ITF) betreut) sowie aus den ATP Tour Masters 1000, der ATP Tour 500 und der ATP Tour 250 in absteigender Bedeutung. Darüber hinaus gehören die ATP Finals, die Next Generation ATP Finals, der Laver Cup, der Davis Cup sowie der United Cup dazu. Letztere beiden werden wie die Grand-Slam-Turniere von der ITF organisiert. Der Davis Cup, die Next Gen ATP Finals und der Laver Cup vergeben dabei als einzige keine Punkte für die Weltrangliste. Die Sieger der Mixedkonkurrenz sind bei den Grand-Slam-Turnieren ebenfalls mitaufgeführt. Insgesamt besteht die Tour aus 64 Turnieren.

## Turnierserien
Die Anzahl der Turniere der Kategorie ATP 500 erhöht sich von 13 auf 16. Die Turniere in Dallas, Doha und München wurden von der Kategorie ATP 250 auf ATP 500 hochgestuft. Die ATP-250-Turniere in Córdoba, Estoril, Lyon, Newport und Atlanta sind entfallen. Dadurch reduzierte sich die Anzahl der ATP-250-Turniere von 38 auf 30 gegenüber 2024.
| Anzahl der Turniere nach Turnierserie |
| ------------------------------------- |
| 4 Grand-Slam-Turniere                 |
| ATP Finals Next Generation ATP Finals |
| 9 ATP Tour Masters 1000               |
| 16 ATP Tour 500                       |
| 30 ATP Tour 250                       |
| Davis Cup                             |
| 2 Teamwettbewerbe                     |

## Turnierplan

### Januar
| Woche 1       | Turnier 2 | Sieger | Finalgegner                         | Ergebnis          |
| ------------- | --- | --- | ----------------------------------- | ----------------- |
| 27.12. 2024   | United Cup Perth, Sydney, Australien Hartplatz 18 Teams in 6 Gruppen – $ 11.170.000                               | Vereinigte Staaten | Polen                               | 2:0               |
| 30.12. 2024   | Brisbane International Brisbane, Australien ATP Tour 250 – Hartplatz 32E / 24D – $ 680.140 / $ 766.290            | Jiří Lehečka | Reilly Opelka                       | 4:1 aufgg.        |
| 30.12. 2024   | Brisbane International Brisbane, Australien ATP Tour 250 – Hartplatz 32E / 24D – $ 680.140 / $ 766.290            | Julian Cash Lloyd Glasspool | Jiří Lehečka Jakub Menšík           | 6:3, 6:72, [10:6] |
| 30.12. 2024   | Bank of China Hong Kong Tennis Open Hongkong, Hongkong ATP Tour 250 – Hartplatz 28E / 16D – $ 680.140 / $ 766.290 | Alexandre Müller | Kei Nishikori                       | 2:6, 6:1, 6:3     |
| 30.12. 2024   | Bank of China Hong Kong Tennis Open Hongkong, Hongkong ATP Tour 250 – Hartplatz 28E / 16D – $ 680.140 / $ 766.290 | Sander Arends Luke Johnson | Karen Chatschanow Andrei Rubljow    | 7:5, 4:6, [10:7]  |
| 06.01.        | Adelaide International Adelaide, Australien ATP Tour 250 – Hartplatz 28E / 24D – $ 680.140 / $ 766.290            | Félix Auger-Aliassime | Sebastian Korda                     | 6:3, 3:6, 6:1     |
| 06.01.        | Adelaide International Adelaide, Australien ATP Tour 250 – Hartplatz 28E / 24D – $ 680.140 / $ 766.290            | Simone Bolelli Andrea Vavassori | Kevin Krawietz Tim Pütz             | 4:6, 7:64, [11:9] |
| 06.01.        | ASB Classic Auckland, Neuseeland ATP Tour 250 – Hartplatz 28E / 16D – $ 680.140 / $ 766.290                       | Gaël Monfils | Zizou Bergs                         | 6:3, 6:4          |
| 06.01.        | ASB Classic Auckland, Neuseeland ATP Tour 250 – Hartplatz 28E / 16D – $ 680.140 / $ 766.290                       | Nikola Mektić Michael Venus | Christian Harrison Rajeev Ram       | kampflos          |
| 13.01. 20.01. | Australian Open Melbourne, Australien Grand Slam – Hartplatz 128E / 64D / 32MX – A$ 96.500.000                    | Jannik Sinner | Alexander Zverev                    | 6:3, 7:64, 6:3    |
| 13.01. 20.01. | Australian Open Melbourne, Australien Grand Slam – Hartplatz 128E / 64D / 32MX – A$ 96.500.000                    | Harri Heliövaara Henry Patten | Simone Bolelli Andrea Vavassori     | 6:716, 7:65, 6:3  |
| 13.01. 20.01. | Australian Open Melbourne, Australien Grand Slam – Hartplatz 128E / 64D / 32MX – A$ 96.500.000                    | Olivia Gadecki John Peers | Kimberly Birrell John-Patrick Smith | 3:6, 6:4, [10:6]  |
| 27.01.        | Open Occitanie Montpellier, Frankreich ATP Tour 250 – Hartplatz (Halle) 28E / 16D – € 596.040 / € 673.360         | Félix Auger-Aliassime | Aleksandar Kovacevic                | 6:2, 6:79, 7:62   |
| 27.01.        | Open Occitanie Montpellier, Frankreich ATP Tour 250 – Hartplatz (Halle) 28E / 16D – € 596.040 / € 673.360         | Robin Haase Botic van de Zandschulp | Tallon Griekspoor Bart Stevens      | 6:79, 6:3, [10:5] |
| 27.01.        | Davis Cup 2025 – 1. Qualifikationsrunde 26 Mannschaften                                                           | Begegnungen Schweden ./. Australien Kanada ./. Ungarn Israel ./. Deutschland Chinesisch Taipeh ./. USA Dänemark ./. Serbien Kroatien ./. Slowakei Frankreich ./. Brasilien Schweiz ./. Spanien Tschechien ./. Südkorea Japan ./. Vereinigtes Königreich Österreich ./. Finnland Belgien ./. Chile Norwegen ./. Argentinien |                                     |                   |

### Februar
| Woche 1 | Turnier 2 | Sieger                                         | Finalgegner                    | Ergebnis           |
| --- | --- | ---------------------------------------------- | ------------------------------ | ------------------ |
| 03.02. | |                                                |                                |                    |
| Dallas Open Dallas, Vereinigte Staaten ATP Tour 500 – Hartplatz (Halle) 32E / 16D – $ 2.999.905 / $ 3.035.960 | Denis Shapovalov | Casper Ruud                                    | 7:65, 6:3                      |                    |
| Dallas Open Dallas, Vereinigte Staaten ATP Tour 500 – Hartplatz (Halle) 32E / 16D – $ 2.999.905 / $ 3.035.960 | Christian Harrison Evan King | Ariel Behar Robert Galloway                    | 7:64, 7:64                     |                    |
| ABN AMRO Open Rotterdam, Niederlande ATP Tour 500 – Hartplatz (Halle) 32E / 16D – € 2.401.550 / € 2.563.150   | Carlos Alcaraz | Alex de Minaur                                 | 6:4, 3:6, 6:2                  |                    |
| ABN AMRO Open Rotterdam, Niederlande ATP Tour 500 – Hartplatz (Halle) 32E / 16D – € 2.401.550 / € 2.563.150   | Simone Bolelli Andrea Vavassori | Sander Gillé Jan Zieliński                     | 6:2, 4:6, [10:6]               |                    |
| 10.02. | IEB+ Argentina Open Buenos Aires, Argentinien ATP Tour 250 – Sand 28E / 16D – $ 658.390 / $ 744.540                                     | João Fonseca                                   | Francisco Cerúndolo            | 6:4, 7:61          |
| 10.02. | IEB+ Argentina Open Buenos Aires, Argentinien ATP Tour 250 – Sand 28E / 16D – $ 658.390 / $ 744.540                                     | Guido Andreozzi Théo Arribagé                  | Rafael Matos Marcelo Melo      | 7:5, 4:6, [10:7]   |
| 10.02. | Delray Beach Open Delray Beach, Vereinigte Staaten ATP Tour 250 – Hartplatz 28E / 16D – $ 680.140 / $ 766.290                           | Miomir Kecmanović                              | Alejandro Davidovich Fokina    | 3:6, 6:1, 7:5      |
| 10.02. | Delray Beach Open Delray Beach, Vereinigte Staaten ATP Tour 250 – Hartplatz 28E / 16D – $ 680.140 / $ 766.290                           | Miomir Kecmanović Brandon Nakashima            | Christian Harrison Evan King   | 7:63, 1:6, [10:3]  |
| 10.02. | Open 13 Provence Marseille, Frankreich ATP Tour 250 – Hartplatz (Halle) 28E / 16D – € 740.730 / € 818.050                               | Ugo Humbert                                    | Hamad Međedović                | 7:64, 6:4          |
| 10.02. | Open 13 Provence Marseille, Frankreich ATP Tour 250 – Hartplatz (Halle) 28E / 16D – € 740.730 / € 818.050                               | Benjamin Bonzi Pierre-Hugues Herbert           | Sander Gillé Jan Zieliński     | 6:3, 6:4           |
| 17.02. | Rio Open Rio de Janeiro, Brasilien ATP Tour 500 – Sand 32E / 16D – $ 2.396.115 / $ 2.574.145                                            | Sebastián Báez                                 | Alexandre Müller               | 6:2, 6:3           |
| 17.02. | Rio Open Rio de Janeiro, Brasilien ATP Tour 500 – Sand 32E / 16D – $ 2.396.115 / $ 2.574.145                                            | Rafael Matos Marcelo Melo                      | Pedro Martínez Jaume Munar     | 6:2, 7:5           |
| 17.02. | Qatar ExxonMobil Open Doha, Katar ATP Tour 500 – Hartplatz 32E / 16D – $ 2.760.000 / $ 3.035.960                                        | Andrei Rubljow                                 | Jack Draper                    | 7:5, 5:7, 6:1      |
| 17.02. | Qatar ExxonMobil Open Doha, Katar ATP Tour 500 – Hartplatz 32E / 16D – $ 2.760.000 / $ 3.035.960                                        | Julian Cash Lloyd Glasspool                    | Joe Salisbury Neal Skupski     | 6:3, 6:2           |
| 24.02. | Abierto Mexicano Telcel Acapulco, Mexiko ATP Tour 500 – Hartplatz 32E / 16D – $ 2.585.410 / $ 2.763.440                                 | Tomáš Macháč                                   | Alejandro Davidovich Fokina    | 7:66, 6:2          |
| 24.02. | Abierto Mexicano Telcel Acapulco, Mexiko ATP Tour 500 – Hartplatz 32E / 16D – $ 2.585.410 / $ 2.763.440                                 | Christian Harrison Evan King                   | Sadio Doumbia Fabien Reboul    | 6:4, 6:0           |
| 24.02. | Dubai Duty Free Tennis Championships Dubai, Vereinigte Arabische Emirate ATP Tour 500 – Hartplatz 32E / 16D – $ 3.237.670 / $ 3.415.700 | Stefanos Tsitsipas                             | Félix Auger-Aliassime          | 6:3, 6:3           |
| 24.02. | Dubai Duty Free Tennis Championships Dubai, Vereinigte Arabische Emirate ATP Tour 500 – Hartplatz 32E / 16D – $ 3.237.670 / $ 3.415.700 | Yuki Bhambri Alexei Popyrin                    | Harri Heliövaara Henry Patten  | 3:6, 7:612, [10:8] |
| 24.02. | Movistar Chile Open Santiago de Chile, Chile ATP Tour 250 – Sand 28E / 16D – $ 680.140 / $ 710.735                                      | Laslo Đere                                     | Sebastián Báez                 | 6:4, 3:6, 7:5      |
| 24.02. | Movistar Chile Open Santiago de Chile, Chile ATP Tour 250 – Sand 28E / 16D – $ 680.140 / $ 710.735                                      | Nicolás Barrientos Rithvik Choudary Bollipalli | Máximo González Andrés Molteni | 6:3, 6:2           |

### März
| Woche 1 | Turnier 2 | Sieger                                   | Finalgegner                     | Ergebnis   |
| --- | --- | ---------------------------------------- | ------------------------------- | ---------- |
| 05.03. | BNP Paribas Open Indian Wells, Vereinigte Staaten ATP Tour Masters 1000 – Hartplatz 96E / 32D – $ 9.693.540 / $ 13.042.410 | Jack Draper                              | Holger Rune                     | 6:2, 6:2   |
| 05.03. | BNP Paribas Open Indian Wells, Vereinigte Staaten ATP Tour Masters 1000 – Hartplatz 96E / 32D – $ 9.693.540 / $ 13.042.410 | Marcelo Arévalo Mate Pavić               | Sebastian Korda Jordan Thompson | 6:3, 6:4   |
| 19.03. | Miami Open Miami, Vereinigte Staaten ATP Tour Masters 1000 – Hartplatz 96E / 32D – $ 9.193.540 / $ 11.255.360              | Jakub Menšík                             | Novak Đoković                   | 7:64, 7:64 |
| 19.03. | Miami Open Miami, Vereinigte Staaten ATP Tour Masters 1000 – Hartplatz 96E / 32D – $ 9.193.540 / $ 11.255.360              | Marcelo Arévalo Mate Pavić               | Julian Cash Lloyd Glasspool     | 7:63, 6:3  |
| 31.03. | |                                          |                                 |            |
| Țiriac Open Bukarest, Rumänien ATP Tour 250 – Sand 28E / 16D – € 596.035 / € 622.850                                                   | Flavio Cobolli | Sebastián Báez                           | 6:4, 6:4                        |            |
| Țiriac Open Bukarest, Rumänien ATP Tour 250 – Sand 28E / 16D – € 596.035 / € 622.850                                                   | Marcel Granollers Horacio Zeballos                                                                                         | Jakob Schnaitter Mark Wallner            | 7:63, 6:4                       |            |
| Fayez Sarofim & Co. US Men’s Clay Court Championship Houston, Vereinigte Staaten ATP Tour 250 – Sand 28E / 16D – $ 680.140 / $ 710.735 | Jenson Brooksby | Frances Tiafoe                           | 6:4, 6:2                        |            |
| Fayez Sarofim & Co. US Men’s Clay Court Championship Houston, Vereinigte Staaten ATP Tour 250 – Sand 28E / 16D – $ 680.140 / $ 710.735 | Fernando Romboli John-Patrick Smith                                                                                        | Federico Agustín Gómez Santiago González | 6:1, 6:4                        |            |
| Grand Prix Hassan II Marrakesch, Marokko ATP Tour 250 – Sand 28E / 16D – € 596.035 / € 622.850                                         | Luciano Darderi | Tallon Griekspoor                        | 7:63, 7:64                      |            |
| Grand Prix Hassan II Marrakesch, Marokko ATP Tour 250 – Sand 28E / 16D – € 596.035 / € 622.850                                         | Petr Nouza Patrik Rikl | Hugo Nys Édouard Roger-Vasselin          | 6:3, 6:4                        |            |

### April
| Woche 1 | Turnier 2                                                                                          | Sieger                             | Finalgegner                 | Ergebnis          |
| ------- | -------------------------------------------------------------------------------------------------- | ---------------------------------- | --------------------------- | ----------------- |
| 06.04.  | Rolex Monte-Carlo Masters Monte-Carlo, Monaco ATP Tour Masters 1000 – Sand 56E / 28D – 6.128.940 € | Carlos Alcaraz                     | Lorenzo Musetti             | 3:6, 6:1, 6:0     |
| 06.04.  | Rolex Monte-Carlo Masters Monte-Carlo, Monaco ATP Tour Masters 1000 – Sand 56E / 28D – 6.128.940 € | Romain Arneodo Manuel Guinard      | Julian Cash Lloyd Glasspool | 1:6, 7:68, [10:8] |
| 14.04.  | Barcelona Open Banc Sabadell Barcelona, Spanien ATP Tour 500 – Sand 32E / 16D – 2.889.200 €        | Holger Rune                        | Carlos Alcaraz              | 7:66, 6:2         |
| 14.04.  | Barcelona Open Banc Sabadell Barcelona, Spanien ATP Tour 500 – Sand 32E / 16D – 2.889.200 €        | Sander Arends Luke Johnson         | Joe Salisbury Neal Skupski  | 6:3, 6:71, [10:6] |
| 14.04.  | BMW Open München, Deutschland ATP Tour 500 – Sand 32E / 16D – 2.500.000 €                          | Alexander Zverev                   | Ben Shelton                 | 6:2, 6:4          |
| 14.04.  | BMW Open München, Deutschland ATP Tour 500 – Sand 32E / 16D – 2.500.000 €                          | André Göransson Sem Verbeek        | Kevin Krawietz Tim Pütz     | 6:4, 6:4          |
| 23.04.  | Mutua Madrid Open Madrid, Spanien ATP Tour Masters 1000 – Sand 96E / 32D – 8.055.385 €             | Casper Ruud                        | Jack Draper                 | 7:5, 3:6, 6:4     |
| 23.04.  | Mutua Madrid Open Madrid, Spanien ATP Tour Masters 1000 – Sand 96E / 32D – 8.055.385 €             | Marcel Granollers Horacio Zeballos | Marcelo Arévalo Mate Pavić  | 6:4, 6:4          |

### Mai
| Woche 1 | Turnier 2                                                                                     | Sieger                             | Finalgegner                     | Ergebnis                   |
| ------- | --------------------------------------------------------------------------------------------- | ---------------------------------- | ------------------------------- | -------------------------- |
| 07.05.  | Internazionali BNL d’Italia Rom, Italien ATP Tour Masters 1000 – Sand 96E / 32D – 8.055.385 € | Carlos Alcaraz                     | Jannik Sinner                   | 7:65, 6:1                  |
| 07.05.  | Internazionali BNL d’Italia Rom, Italien ATP Tour Masters 1000 – Sand 96E / 32D – 8.055.385 € | Marcelo Arévalo Mate Pavić         | Sadio Doumbia Fabien Reboul     | 6:4, 6:76, [13:11]         |
| 18.05.  | Hamburg Open Hamburg, Deutschland ATP Tour 500 – Sand 32E / 16D – 2.158.560 €                 | Flavio Cobolli                     | Andrei Rubljow                  | 6:2, 6:4                   |
| 18.05.  | Hamburg Open Hamburg, Deutschland ATP Tour 500 – Sand 32E / 16D – 2.158.560 €                 | Simone Bolelli Andrea Vavassori    | Andrés Molteni Fernando Romboli | 6:4, 6:0                   |
| 18.05.  | Gonet Geneva Open Genf, Schweiz ATP Tour 250 – Sand 28E / 16D – 596.035 €                     | Novak Đoković                      | Hubert Hurkacz                  | 5:7, 7:62, 7:62            |
| 18.05.  | Gonet Geneva Open Genf, Schweiz ATP Tour 250 – Sand 28E / 16D – 596.035 €                     | Sadio Doumbia Fabien Reboul        | Ariel Behar Joran Vliegen       | 6:74, 6:4, [11:9]          |
| 25.05.  | Roland Garros Paris, Frankreich Grand Slam – Sand 128E / 64D / 32MX – 56.352.000 €            | Carlos Alcaraz                     | Jannik Sinner                   | 4:6, 6:74, 6:4, 7:63, 7:62 |
| 25.05.  | Roland Garros Paris, Frankreich Grand Slam – Sand 128E / 64D / 32MX – 56.352.000 €            | Marcel Granollers Horacio Zeballos | Joe Salisbury Neal Skupski      | 6:0, 6:75, 7:5             |
| 25.05.  | Roland Garros Paris, Frankreich Grand Slam – Sand 128E / 64D / 32MX – 56.352.000 €            | Sara Errani Andrea Vavassori       | Taylor Townsend Evan King       | 6:4, 6:3                   |

### Juni
| Woche 1 | Turnier 2                                                                                           | Sieger                            | Finalgegner                     | Ergebnis           |
| ------- | --------------------------------------------------------------------------------------------------- | --------------------------------- | ------------------------------- | ------------------ |
| 09.06.  | Libéma Open ’s-Hertogenbosch, Niederlande ATP Tour 250 – Rasen 28E / 16D – € 706.850                | Gabriel Diallo                    | Zizou Bergs                     | 7:5, 7:68          |
| 09.06.  | Libéma Open ’s-Hertogenbosch, Niederlande ATP Tour 250 – Rasen 28E / 16D – € 706.850                | Matthew Ebden Jordan Thompson     | Julian Cash Lloyd Glasspool     | 6:4, 3:6, [10:7]   |
| 09.06.  | Boss Open Stuttgart, Deutschland ATP Tour 250 – Rasen 28E / 16D – € 751.630                         | Taylor Fritz                      | Alexander Zverev                | 6:3, 7:60          |
| 09.06.  | Boss Open Stuttgart, Deutschland ATP Tour 250 – Rasen 28E / 16D – € 751.630                         | Santiago González Austin Krajicek | Alex Michelsen Rajeev Ram       | 6:4, 6:4           |
| 16.06.  | Terra Wortmann Open Halle, Deutschland ATP Tour 500 – Rasen 32E / 16D – € 2.522.220                 | Alexander Bublik                  | Daniil Medwedew                 | 6:3, 7:64          |
| 16.06.  | Terra Wortmann Open Halle, Deutschland ATP Tour 500 – Rasen 32E / 16D – € 2.522.220                 | Kevin Krawietz Tim Pütz           | Simone Bolelli Andrea Vavassori | 6:3, 7:64          |
| 16.06.  | HSBC Championships London, Vereinigtes Königreich ATP Tour 500 – Rasen 32E / 16D – € 2.522.220      | Carlos Alcaraz                    | Jiří Lehečka                    | 7:5, 6:75, 6:2     |
| 16.06.  | HSBC Championships London, Vereinigtes Königreich ATP Tour 500 – Rasen 32E / 16D – € 2.522.220      | Julian Cash Lloyd Glasspool       | Nikola Mektić Michael Venus     | 6:3, 6:75, [10:6]  |
| 22.06.  | Mallorca Championships Santa Ponça, Spanien ATP Tour 250 – Rasen 28E / 16D – € 596.035              | Tallon Griekspoor                 | Corentin Moutet                 | 7:5, 7:63          |
| 22.06.  | Mallorca Championships Santa Ponça, Spanien ATP Tour 250 – Rasen 28E / 16D – € 596.035              | Santiago González Austin Krajicek | Yuki Bhambri Robert Galloway    | 6:1, 1:6, [15:13]  |
| 22.06.  | Lexus Eastbourne Open Eastbourne, Vereinigtes Königreich ATP Tour 250 – Rasen 28E / 16D – € 756.875 | Taylor Fritz                      | Jenson Brooksby                 | 7:5, 6:1           |
| 22.06.  | Lexus Eastbourne Open Eastbourne, Vereinigtes Königreich ATP Tour 250 – Rasen 28E / 16D – € 756.875 | Julian Cash Lloyd Glasspool       | Ariel Behar Joran Vliegen       | 6:4, 7:65          |
| 30.06.  | Wimbledon London, Vereinigtes Königreich Grand Slam – Rasen 128E / 64D / 48MX – £ 53.500.000        | Jannik Sinner                     | Carlos Alcaraz                  | 4:6, 6:4, 6:4, 6:4 |
| 30.06.  | Wimbledon London, Vereinigtes Königreich Grand Slam – Rasen 128E / 64D / 48MX – £ 53.500.000        | Julian Cash Lloyd Glasspool       | Rinky Hijikata David Pel        | 6:2, 7:63          |
| 30.06.  | Wimbledon London, Vereinigtes Königreich Grand Slam – Rasen 128E / 64D / 48MX – £ 53.500.000        | Sem Verbeek Kateřina Siniaková    | Joe Salisbury Luisa Stefani     | 7:63, 7:63         |

### Juli
| Woche 1 | Turnier 2                                                                                                   | Sieger                          | Finalgegner                      | Ergebnis           |
| ------- | --- | ------------------------------- | -------------------------------- | ------------------ |
| 14.07.  | Nordea Open Båstad, Schweden ATP Tour 250 – Sand 28E / 16D – € 596'035                                      | Luciano Darderi                 | Jesper de Jong                   | 6:4, 3:6, 6:3      |
| 14.07.  | Nordea Open Båstad, Schweden ATP Tour 250 – Sand 28E / 16D – € 596'035                                      | Guido Andreozzi Sander Arends   | Adam Pavlásek Jan Zieliński      | 6:74, 7:5, [10:6]  |
| 14.07.  | EFG Swiss Open Gstaad Gstaad, Schweiz ATP Tour 250 – Sand 28E / 16D – € 596.035                             | Alexander Bublik                | Juan Manuel Cerúndolo            | 6:4, 4:6, 6:3      |
| 14.07.  | EFG Swiss Open Gstaad Gstaad, Schweiz ATP Tour 250 – Sand 28E / 16D – € 596.035                             | Francisco Cabral Lucas Miedler  | Hendrik Jebens Albano Olivetti   | 6:74, 7:64, [10:3] |
| 14.07.  | Mifel Tennis Open Cabo San Lucas, Mexiko ATP Tour 250 – Hartplatz 28E / 16D – $ 920.480                     | Denis Shapovalov                | Aleksandar Kovacevic             | 6:4, 6:2           |
| 14.07.  | Mifel Tennis Open Cabo San Lucas, Mexiko ATP Tour 250 – Hartplatz 28E / 16D – $ 920.480                     | Robert Cash JJ Tracy            | Blake Bayldon Tristan Schoolkate | 7:64, 6:4          |
| 21.07.  | Mubadala Citi DC Open Washington, D.C., Vereinigte Staaten ATP Tour 500 – Hartplatz 48E / 16D – $ 2.396.115 | Alex de Minaur                  | Alejandro Davidovich Fokina      | 5:7, 6:1, 7:63     |
| 21.07.  | Mubadala Citi DC Open Washington, D.C., Vereinigte Staaten ATP Tour 500 – Hartplatz 48E / 16D – $ 2.396.115 | Simone Bolelli Andrea Vavassori | Hugo Nys Édouard Roger-Vasselin  | 6:3, 6:4           |
| 21.07.  | Generali Open Kitzbühel, Österreich ATP Tour 250 – Sand 28E / 16D – € 596.035                               | Alexander Bublik                | Arthur Cazaux                    | 6:4, 6:3           |
| 21.07.  | Generali Open Kitzbühel, Österreich ATP Tour 250 – Sand 28E / 16D – € 596.035                               | Petr Nouza Patrik Rikl          | Neil Oberleitner Joel Schwärzler | 1:6, 7:63, [10:5]  |
| 21.07.  | Plava Laguna Croatia Open Umag Umag, Kroatien ATP Tour 250 – Sand 28E / 16D – € 596.035                     | Luciano Darderi                 | Carlos Taberner                  | 6:3, 6:3           |
| 21.07.  | Plava Laguna Croatia Open Umag Umag, Kroatien ATP Tour 250 – Sand 28E / 16D – € 596.035                     | Romain Arneodo Manuel Guinard   | Patrik Trhac Marcus Willis       | 7:5, 7:62          |
| 27.07.  | National Bank Open Toronto, Kanada ATP Tour Masters 1000 – Hartplatz 96E / 32D – $ 9.193.540                | Ben Shelton                     | Karen Chatschanow                | 6:75, 6:4, 7:63    |
| 27.07.  | National Bank Open Toronto, Kanada ATP Tour Masters 1000 – Hartplatz 96E / 32D – $ 9.193.540                | Julian Cash Lloyd Glasspool     | Joe Salisbury Neal Skupski       | 3:6, 7:65, [13:11] |

### August
| Woche 1 | Turnier 2                                                                                      | Sieger                   | Finalgegner                    | Ergebnis         |
| ------- | ---------------------------------------------------------------------------------------------- | ------------------------ | ------------------------------ | ---------------- |
| 05.08.  | Cincinnati Open Cincinnati, Vereinigte Staaten ATP Tour Masters 1000 – Hartplatz 56E / 28D – $ | Carlos Alcaraz           | Jannik Sinner                  | 5:0 Aufgabe      |
| 05.08.  | Cincinnati Open Cincinnati, Vereinigte Staaten ATP Tour Masters 1000 – Hartplatz 56E / 28D – $ | Nikola Mektić Rajeev Ram | Lorenzo Musetti Lorenzo Sonego | 4:6, 6:3, [10:5] |
| 17.08.  | Winston-Salem Open Winston-Salem, Vereinigte Staaten ATP Tour 250 – Hartplatz 48E / 16D – $    |                          |                                |                  |
| 17.08.  | Winston-Salem Open Winston-Salem, Vereinigte Staaten ATP Tour 250 – Hartplatz 48E / 16D – $    |                          |                                |                  |
| 25.08.  | US Open New York, Vereinigte Staaten Grand Slam – Hartplatz 128E / 64D / 32MX – $              |                          |                                |                  |
| 25.08.  | US Open New York, Vereinigte Staaten Grand Slam – Hartplatz 128E / 64D / 32MX – $              |                          |                                |                  |
| 25.08.  | US Open New York, Vereinigte Staaten Grand Slam – Hartplatz 128E / 64D / 32MX – $              |                          |                                |                  |

### September
| Woche 1 | Turnier 2                                                                                           | Sieger | Finalgegner | Ergebnis |
| ------- | --------------------------------------------------------------------------------------------------- | ------ | ----------- | -------- |
| 08.09.  | Davis Cup 2025 – 2. Qualifikationsrunde 14 Teams                                                    |        |             |          |
| 12.09.  | Davis Cup World Group I 2025 14 Teams                                                               |        |             |          |
| 17.09.  | Chengdu Open Chengdu, Volksrepublik China ATP Tour 250 – Hartplatz 28E / 16D – $                    |        |             |          |
| 17.09.  | Chengdu Open Chengdu, Volksrepublik China ATP Tour 250 – Hartplatz 28E / 16D – $                    |        |             |          |
| 17.09.  | Hangzhou Open Hangzhou, Volksrepublik China ATP Tour 250 – Hartplatz 28E / 16D – $                  |        |             |          |
| 17.09.  | |        |             |          |
| 19.09.  | Laver Cup San Francisco, Vereinigte Staaten Hartplatz (Halle) Team Europa gegen Team Welt           |        |             |          |
| 24.09.  | Kinoshita Group Japan Open Tennis Championships Tokio, Japan ATP Tour 500 – Hartplatz 32E / 16D – $ |        |             |          |
| 24.09.  | Kinoshita Group Japan Open Tennis Championships Tokio, Japan ATP Tour 500 – Hartplatz 32E / 16D – $ |        |             |          |
| 24.09.  | China Open Peking, China ATP Tour 500 – Hartplatz 32E / 16D – $ 3.891.650                           |        |             |          |
| 24.09.  | |        |             |          |

### Oktober
| Woche 1 | Turnier 2                                                                                     | Sieger | Finalgegner | Ergebnis |
| ------- | --------------------------------------------------------------------------------------------- | ------ | ----------- | -------- |
| 01.10.  | Rolex Shanghai Masters Shanghai, China ATP Tour Masters 1000 – Hartplatz 96E / 32D – $        |        |             |          |
| 01.10.  | Rolex Shanghai Masters Shanghai, China ATP Tour Masters 1000 – Hartplatz 96E / 32D – $        |        |             |          |
| 13.10.  | Almaty Open Almaty, Kasachstan ATP Tour 250 – Hartplatz (Halle) 28E / 16D – $                 |        |             |          |
| 13.10.  | Almaty Open Almaty, Kasachstan ATP Tour 250 – Hartplatz (Halle) 28E / 16D – $                 |        |             |          |
| 13.10.  | European Open Brüssel, Belgien ATP Tour 250 – Hartplatz (Halle) 28E / 16D – €                 |        |             |          |
| 13.10.  |                                                                                               |        |             |          |
| 13.10.  | BNP Paribas Nordic Open Stockholm, Schweden ATP Tour 250 – Hartplatz (Halle) 28E / 16D – €    |        |             |          |
| 13.10.  |                                                                                               |        |             |          |
| 20.10.  | Swiss Indoors Basel Basel, Schweiz ATP Tour 500 – Hartplatz (Halle) 32E / 16D – €             |        |             |          |
| 20.10.  | Swiss Indoors Basel Basel, Schweiz ATP Tour 500 – Hartplatz (Halle) 32E / 16D – €             |        |             |          |
| 20.10.  | Erste Bank Open Wien, Österreich ATP Tour 500 – Hartplatz (Halle) 32E / 16D – €               |        |             |          |
| 20.10.  |                                                                                               |        |             |          |
| 27.10.  | Rolex Paris Masters Paris, Frankreich ATP Tour Masters 1000 – Hartplatz (Halle) 56E / 24D – € |        |             |          |
| 27.10.  | Rolex Paris Masters Paris, Frankreich ATP Tour Masters 1000 – Hartplatz (Halle) 56E / 24D – € |        |             |          |

### November
| Woche 1 | Turnier 2                                                                                | Sieger | Finalgegner | Ergebnis |
| ------- | ---------------------------------------------------------------------------------------- | ------ | ----------- | -------- |
| 02.11.  | Moselle Open Metz, Frankreich ATP Tour 250 – Hartplatz (Halle) 28E / 16D – €             |        |             |          |
| 02.11.  | Moselle Open Metz, Frankreich ATP Tour 250 – Hartplatz (Halle) 28E / 16D – €             |        |             |          |
| 02.11.  | Hellenic Championship Athen, Griechenland ATP Tour 250 – Hartplatz (Halle) 28E / 16D – € |        |             |          |
| 02.11.  |                                                                                          |        |             |          |
| 11.11.  | Nitto ATP Finals Turin, Italien ATP Finals – Hartplatz (Halle) 8E / 8D – $               |        |             |          |
| 11.11.  | Nitto ATP Finals Turin, Italien ATP Finals – Hartplatz (Halle) 8E / 8D – $               |        |             |          |
| 18.11.  | Davis Cup 2025 – Finale Unipol Arena – Bologna 8 Teams                                   |        |             |          |

### Dezember
| Woche 1 | Turnier 2                                                                                         | Sieger | Finalgegner | Ergebnis |
| ------- | ------------------------------------------------------------------------------------------------- | ------ | ----------- | -------- |
| TBD     | Next Gen ATP Finals Dschidda, Saudi-Arabien Next Generation ATP Finals – Hartplatz (Halle) 8E – $ |        |             |          |

Anmerkungen:

## Weltranglistenpunkte
Weltranglistenpunkte werden wie folgt vergeben:
| Kategorie Anm. 1            | Sieg                  | Finale                        | Halbfinale                    | Viertelfinale                                                                          | Achtelfinale                                                                           | Runde der 32                                                                           | Runde der 64                                                                           | Runde der 128                                                                          | Qualifikant                                                                            | Qualifikation 3. Runde                                                                 | Qualifikation 2. Runde                                                                 | Qualifikation 1. Runde                                                                 |
| Grand Slam (128E)           | 2000                  | 1300                          | 800                           | 400                                                                                    | 200                                                                                    | 100                                                                                    | 50                                                                                     | 10                                                                                     | 30                                                                                     | 16                                                                                     | 8                                                                                      | 0                                                                                      |
| Grand Slam (64D)            | 2000                  | 1200                          | 720                           | 360                                                                                    | 180                                                                                    | 90                                                                                     | 0                                                                                      | –                                                                                      | 25                                                                                     | –                                                                                      | 0                                                                                      | 0                                                                                      |
| ATP Finals (8E/8D)          | 1500 (max) 1100 (min) | 1000 (max) 600 (min)          | 600 (max) 200 (min)           | 200 für jeden Sieg im Round Robin +400 für Sieg im Halbfinale, +500 für Sieg im Finale | 200 für jeden Sieg im Round Robin +400 für Sieg im Halbfinale, +500 für Sieg im Finale | 200 für jeden Sieg im Round Robin +400 für Sieg im Halbfinale, +500 für Sieg im Finale | 200 für jeden Sieg im Round Robin +400 für Sieg im Halbfinale, +500 für Sieg im Finale | 200 für jeden Sieg im Round Robin +400 für Sieg im Halbfinale, +500 für Sieg im Finale | 200 für jeden Sieg im Round Robin +400 für Sieg im Halbfinale, +500 für Sieg im Finale | 200 für jeden Sieg im Round Robin +400 für Sieg im Halbfinale, +500 für Sieg im Finale | 200 für jeden Sieg im Round Robin +400 für Sieg im Halbfinale, +500 für Sieg im Finale | 200 für jeden Sieg im Round Robin +400 für Sieg im Halbfinale, +500 für Sieg im Finale |
| ATP Tour Masters 1000 (96E) | 1000                  | 650                           | 400                           | 200                                                                                    | 100                                                                                    | 50                                                                                     | 30                                                                                     | 10                                                                                     | 20                                                                                     | –                                                                                      | 10                                                                                     | 0                                                                                      |
| ATP Tour Masters 1000 (56E) | 1000                  | 650                           | 400                           | 200                                                                                    | 100                                                                                    | 50                                                                                     | 10                                                                                     | –                                                                                      | 30                                                                                     | –                                                                                      | 16                                                                                     | 0                                                                                      |
| ATP Tour Masters 1000 (32D) | 1000                  | 600                           | 360                           | 180                                                                                    | 90                                                                                     | 0                                                                                      | –                                                                                      | –                                                                                      | –                                                                                      | –                                                                                      | –                                                                                      | –                                                                                      |
| ATP Tour 500 (48E)          | 500                   | 330                           | 200                           | 100                                                                                    | 50                                                                                     | 25                                                                                     | 0                                                                                      | –                                                                                      | 16                                                                                     | –                                                                                      | 8                                                                                      | 0                                                                                      |
| ATP Tour 500 (32E)          | 500                   | 330                           | 200                           | 100                                                                                    | 50                                                                                     | 0                                                                                      | –                                                                                      | –                                                                                      | 25                                                                                     | –                                                                                      | 13                                                                                     | 0                                                                                      |
| ATP Tour 500 (16D)          | 500                   | 300                           | 180                           | 90                                                                                     | 0                                                                                      | –                                                                                      | –                                                                                      | –                                                                                      | 45                                                                                     | –                                                                                      | 25                                                                                     | 0                                                                                      |
| ATP Tour 250 (48E)          | 250                   | 165                           | 100                           | 50                                                                                     | 25                                                                                     | 13                                                                                     | 0                                                                                      | –                                                                                      | 8                                                                                      | –                                                                                      | 4                                                                                      | 0                                                                                      |
| ATP Tour 250 (32E/28E)      | 250                   | 165                           | 100                           | 50                                                                                     | 25                                                                                     | 0                                                                                      | –                                                                                      | –                                                                                      | 13                                                                                     | –                                                                                      | 7                                                                                      | 0                                                                                      |
| ATP Tour 250 (16D)          | 250                   | 150                           | 90                            | 45                                                                                     | 0                                                                                      | –                                                                                      | –                                                                                      | –                                                                                      | –                                                                                      | –                                                                                      | –                                                                                      | –                                                                                      |
| United Cup                  | 500 (max)             | Für Details, siehe United Cup | Für Details, siehe United Cup | Für Details, siehe United Cup                                                          | Für Details, siehe United Cup                                                          | Für Details, siehe United Cup                                                          | Für Details, siehe United Cup                                                          | Für Details, siehe United Cup                                                          | Für Details, siehe United Cup                                                          | Für Details, siehe United Cup                                                          | Für Details, siehe United Cup                                                          | Für Details, siehe United Cup                                                          |

## Rücktritte
- Diego Schwartzman – 13. Februar 2025[3]
- Fernando Verdasco – 19. Februar 2025[4]
- Richard Gasquet – Mai 2025[5]
- Fabio Fognini – 9. Juli 2025[6]